# Carlos Ramírez (Fußballspieler)
Carlos Ramírez, vollständiger Name Carlos Andrés Ramírez Silva, (* 11. Oktober 1987 in Durazno) ist ein uruguayischer ehemaliger Fußballspieler.

## Karriere
Der 1,90 Meter große, auch im Mittelfeld eingesetzte Offensivakteur Ramírez gehörte mindestens 2010 den Club Atlético Wanderers Durazno, kurz Wanderers, in Durazno an. Von August 2010 bis Oktober 2010 spielte er dort in der Liga de Football Ciudad de Durazno / Divisional Única um die "Copa SUVINIL, Ferretería Central". Seine Mannschaft scheiterte in den Play-offs in den Viertelfinals. Mit elf Treffern belegte er den dritten Platz der Torschützenliste hinter den beiden Spielern des Meisters Santa Bernardina Enzo Pereira (20 Tore) und Diego Tierno (12). Von dort wurde er an Defensor de Paso de los Toros verliehen und trat mit deren Mannschaft in der Copa Nacional de Clubes an. Zudem gewann er mit der Auswahl des Departamento Durazno die Copa Nacional und wurde somit Meister des Landesinneren (Campeón del Interior). Er spielte in der Saison 2011/12 für den guatemaltekischen Verein CSD Comunicaciones. Dort absolvierte er unter anderem zwei Spiele in der CONCACAF Champions League. In der Apertura 2011 stand er in 22 Spielen insgesamt 1696 Spielminuten auf dem Platz und erzielte nach sich insoweit widersprechenden vereinseigenen Angaben entweder acht oder neun Tore. Die Liguilla 2012 bestritt er für Artigas de Durazno. In der folgenden Spielzeit des Jahres 2013 stand er in Reihen des costa-ricanischen Vereins Santos de Guápiles. Dort absolvierte er 14 Spiele in der Primera División Verano und erzielte dabei zwei Tore. Im Juli 2013 unterzeichnete er erneut einen Einjahresvertrag bei Comunicaciones. In der Spielzeit 2013/14 wurde er dort 16-mal in der Liga eingesetzt und schoss fünf Tore. Seit Juli 2016 ist CD Social Sol aus Honduras sein Arbeitgeber. Für den Klub absolvierte er bislang (Stand: 3. März 2017) elf Ligaspiele und erzielte drei Treffer.